# Calamonastes
Calamonastes – rodzaj ptaków z rodziny chwastówkowatych (Cisticolidae).

## Występowanie
Rodzaj obejmuje gatunki występujące w Afryce Subsaharyjskiej.

## Morfologia
Długość ciała 13–14 cm, masa ciała 11–15 g.

## Systematyka

### Etymologia
Greckie καλαμος kalamos – „trzcina”; αστης astēs – „śpiewak” < αειδω 'aeidō – „śpiewać”.

### Podział systematyczny
Do rodzaju należą następujące gatunki:
- Calamonastes simplex (Cabanis, 1878) – zebrynka ciemna
- Calamonastes undosus (Reichenow, 1882) – zebrynka falista
- Calamonastes fasciolatus (A. Smith, 1847) – zebrynka łuskowana